# Musikjahr 1627
Liste der Musikjahre

◄◄ | ◄ | 1623 | 1624 | 1625 | 1626 | Musikjahr 1627 | 1628 | 1629 | 1630 | 1631 | ► | ►►

Weitere Ereignisse
Dieser Artikel behandelt das Musikjahr 1627.

## Ereignisse
- 13. Januar: Tarquinio Merula wird offiziell zum Maestro di capella in Cremona ernannt, nachdem er im Vorjahr vorläufig gewählt worden war.
- 13. April: Auf Schloss Hartenfels in Torgau wird die erste deutschsprachige Oper, Dafne, bei der Hochzeit von Sophie Eleonore von Sachsen mit Landgraf Georg II. von Hessen-Darmstadt aufgeführt. Komponist ist Heinrich Schütz, das Libretto stammt von Martin Opitz.[1]
- 21. Juni: Christopher Gibbons Wahl als Lehrer der Charterhouse School wird bestätigt, nachdem er im Januar nominiert wurde.

## Instrumental- und Vokalmusik (Auswahl)

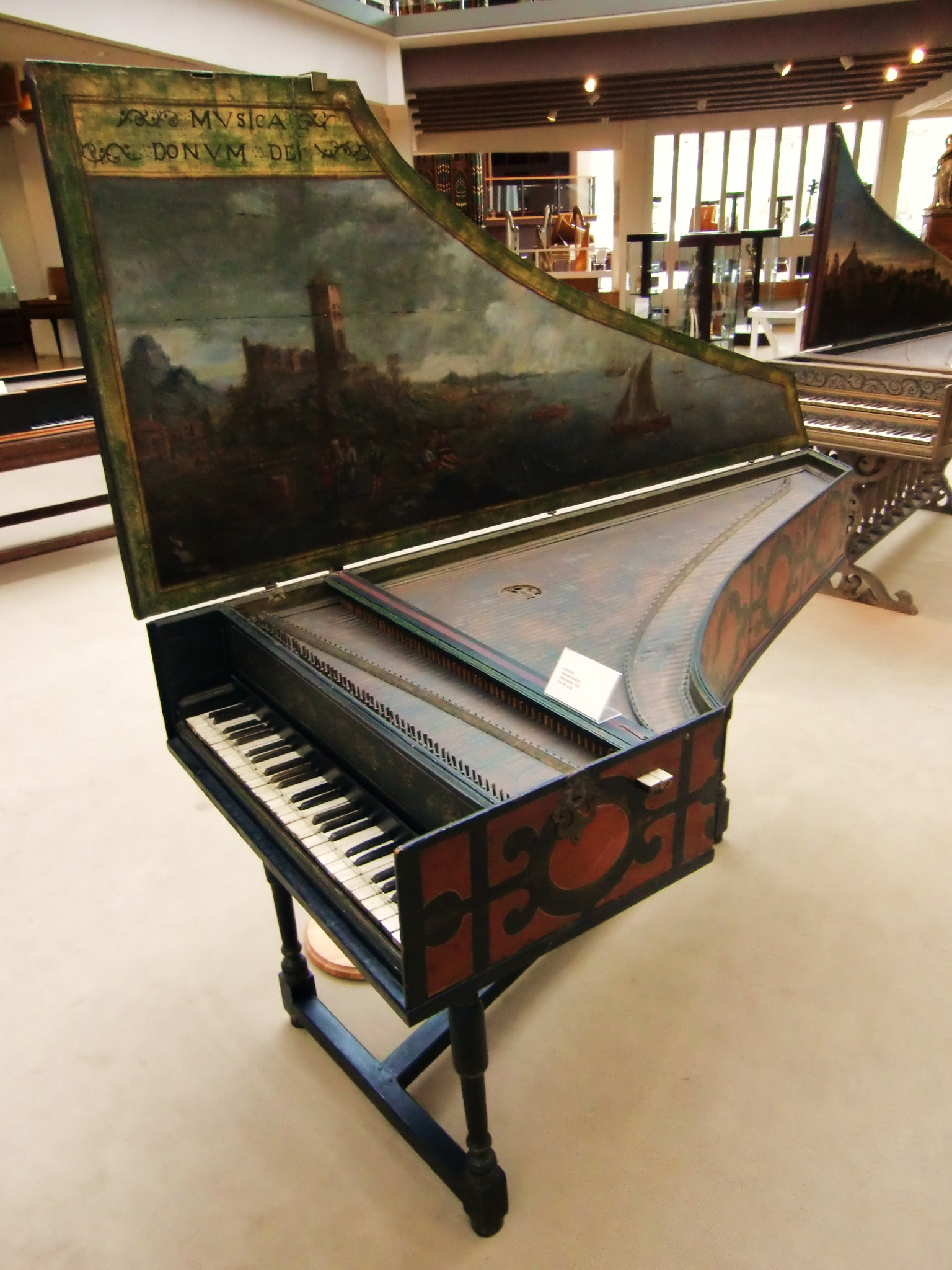
Cembalo von Johannes Ruckers, 1627

- Giovanni Battista Abatessa – Corona di vaghi fiori overo nuova intavolatura di chitarra alla spagnola...di nova agiunta accresciuta, Venedig: Bartholomeo Magni (Sammlung von Liedern für Gitarre)
- Antonio Maria Abbatini – Missa sexdecim voc. concinenda nunc primum, Rom: Paolo Masotti
- Giacinto Bondioli – Psalmen zu fünf Stimmen, op. 8, Venedig: Bartolomeo Magni für Gardano
- Carlo Farina
  - Ander Theil newer Paduanen, Gagliarden, Couranten, französischen Arien
  - Il terzo libro delle pavane, gagliarde, brand: mascherata, arie franzese, volte, corrente, sinfonie
  - Johannes de Fossa
    - Missus est Gabriel zu vier Stimmen und Basso continuo, in: Johann Donfried, Promptuari musici concentus ecclesiasticos, Straßburg
    - Petrus Apostolus zu vier Stimmen und Basso continuo, in: Johann Donfried, Promptuari musici concentus ecclesiasticos, Straßburg
    - Adjuro vos zu vier Stimmen und Basso continuo, in: Johann Donfried, Viridarium musico-marianum, Trier
    - Stabat mater zu vier Stimmen
    - Veni dilecti mi zu vier Stimmen
- Melchior Franck
  - Deliciae convivales für vier, fünf und sechs Instrumente mit Basso continuo, Coburg: Johann Forckel für Friederich Gruner (Sammlung von Präludien)
  - Neues fröhliches musikalisches Concert zu sieben Stimmen mit Basso continuo, Coburg: Johann Forckel (Hochzeitsmotette)
  - Christliche Musicalische Glückwündschung auß den recht schönen tröstlichen Worten Esai. 43. Fürchte dich nicht denn ich habe dich erlöset zu sechs Stimmen, Coburg: Johann Forckel (Hochzeitsmotette)
- Girolamo Frescobaldi – Il secondo libro di toccate
- Sigismondo d’India – Liber primus motectorum a 4 voci col basso seguente, Venedig: Alessandro Vincenti
- Carlo Milanuzzi – Concerto sacro di salmi intieri zu zwei und drei Stimmen, erstes Buch, op. 14, Venedig: Alessandro Vincenti
- Francesco Pasquali – drittes Buch der Madrigale, op. 5, Rom: Paolo Masotti
- Jakob Regnart – eine Motette, in: Promptuarii musici für zwei bis vier Stimmen und Basso continuo, Straßburg
- Johann Ulrich Steigleder – Tabulaturbuch (vierzig Variationen über das Vaterunser)

## Musiktheater
- Heinrich Schütz – Dafne

## Geboren

### Geburtsdatum gesichert

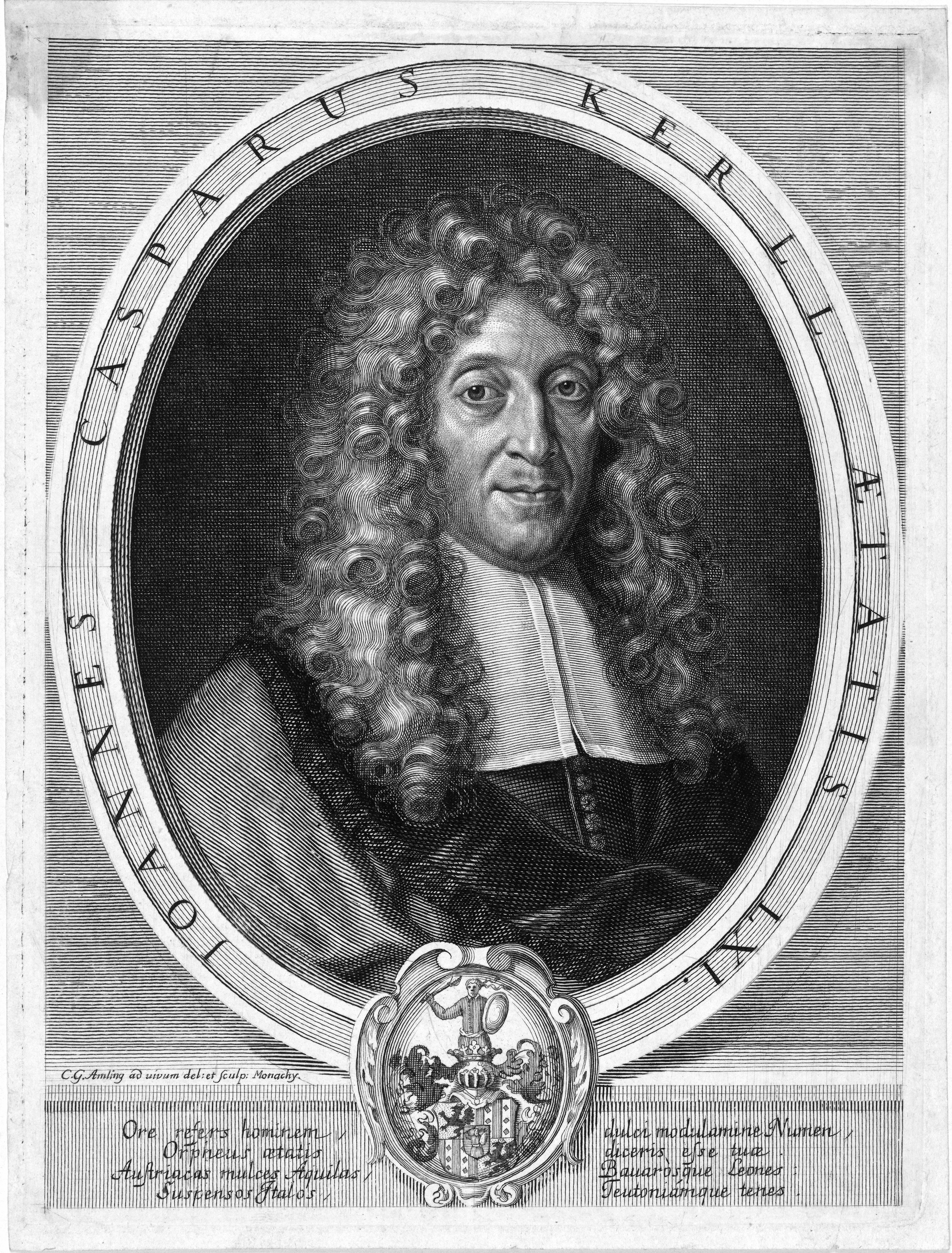
Johann Caspar von Kerll; * 9. April

- 09. April: Johann Caspar von Kerll, deutscher Organist, Cembalist und Komponist († 1693)
- 12. April: Christoph Arnold, deutscher Theologe, Kirchenlieddichter und Dichter († 1685)
- 02. Mai: Philipp Jakob Baudrexel, deutscher Theologen, Komponist, Hof- und Domkapellmeister († 1691)
- 26. Juni (getauft): Wolf Hieronymus Herold, deutscher Glockengießer († 1693)

### Geboren vor 1627
- Giovanni Battista Abatessa, italienischer Komponist und Gitarrist († nach 1652)

## Gestorben

### Todesdatum gesichert
- 09. März: Ascanio Mayone, neapolitanischer Komponist (* um 1570)

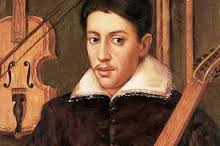
Lodovico Zacconi; † 23. März

- 23. März: Ludovico Zacconi, italienischer Komponist und Musiktheoretiker (* 1555)
- 02. Mai: Lodovico Grossi da Viadana, italienischer Komponist (* um 1560)

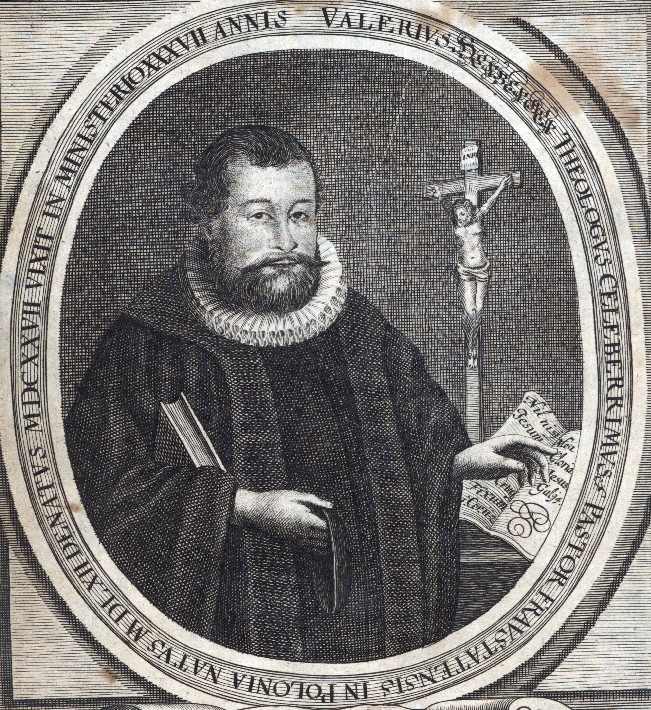
Valerius Herberger; † 18. Mai

- 18. Mai: Valerius Herberger, deutscher lutherischer Theologe, Erbauungsschriftsteller und Kirchenlieddichter in Polen (* 1562)
- 05. Juni: Andreas Hakenberger, deutscher Komponist und Kapellmeister (* um 1574)
- 21. August: Jacques Mauduit, französischer Komponist (* 1557)
- 30. November: Pedro Ruimonte, spanischer Komponist (* 1565)
- 16. Dezember: Sebastián Aguilera de Heredia, spanischer Organist und Komponist (* 1561)
- 00. Dezember: Thomas Lupo, englischer Komponist (getauft 1571)

### Genaues Todesdatum unbekannt
- Leone Leoni, italienischer Komponist (* um 1560)